# Marta Rostkowska
Marta Rostkowska (ur. 2004) – polska aktorka telewizyjna.

## Filmografia
- 2009: Synowie (odc. 5 "Rozwódka z dzieckiem")
- 2009: Teraz albo nigdy! jako dziewczynka (odc. 40, 43)
- od 2016: Klan jako Ania Kurzawska, córka Darka